# Преторійський університет
Преторійський університет, або Університет Преторії (UP) (африкаанс Universiteit van Pretoria, англ. University of Pretoria, венда Yunivesithi ya Pretoria) - державний університет у південноафриканському місті Преторія.
Число студентів у Преторійському університеті становить 38 934 особи, кількість наукових співробітників – понад 3600 (2008). Викладання ведеться різними мовами народів Південної Африки.

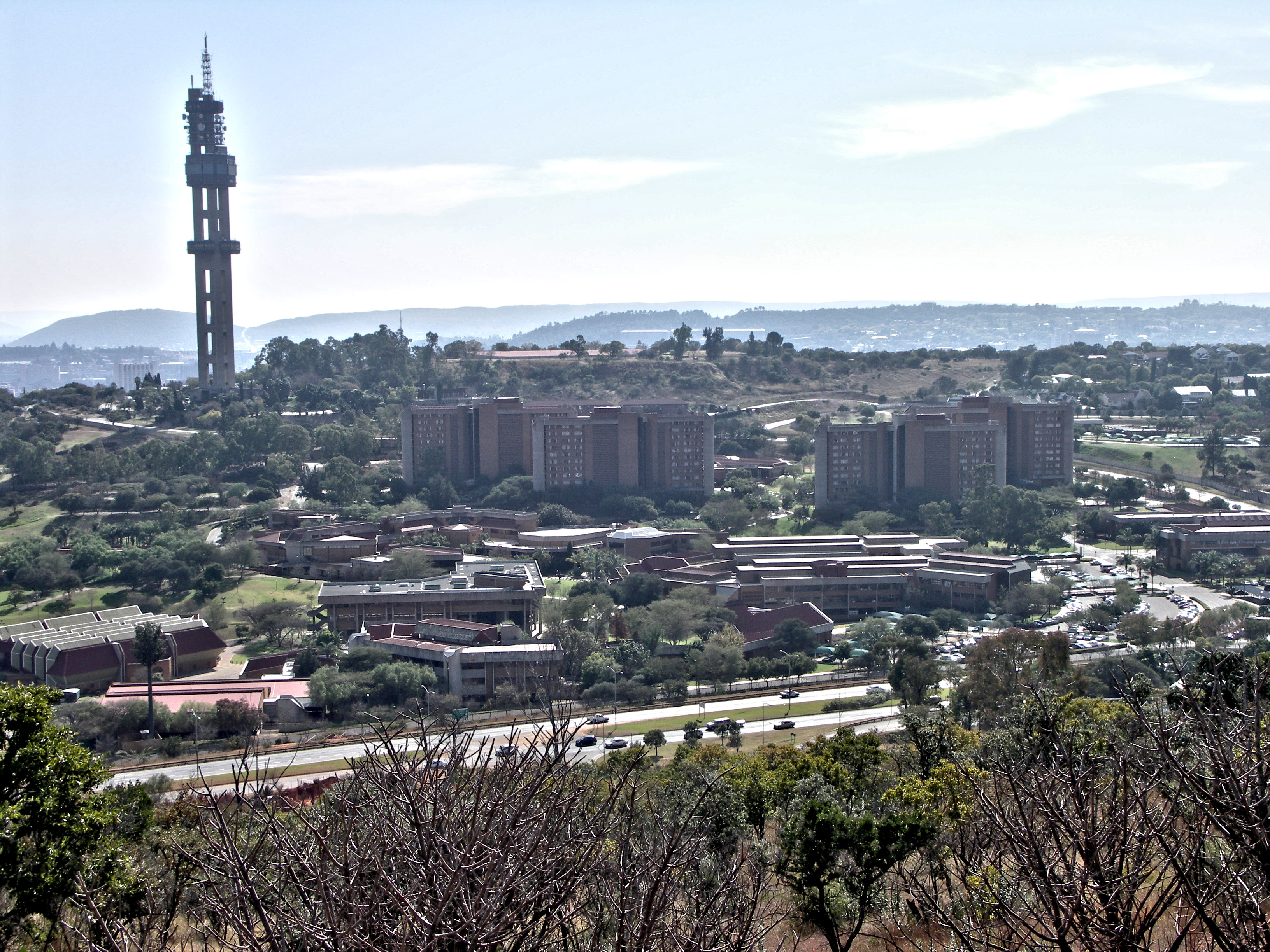
Вид на Університет з висоти

Заснований як Вища школа у 1908 з викладанням мовою африкаанс. У рік заснування тут навчалися 32 студенти, викладали 4 професори та 3 педагоги. У 1930 Вища школа набуває статусу університету.
З 1994 у Преторійському університеті навчання ведеться різними мовами, зокрема і чорношкірого населення ПАР. Відсоток жінок серед студентів високий і перевищує 50 %. Навчальні корпуси університету розкидані великою територією як у самій Преторії, і у її околицях.
Університет має амфітеатр на 3000 місць та аулу на 120 місць, де влаштовуються театральні вистави та концерти; ботанічним садом. Музейні колекції охоплюють історію та культуру народів Південної Африки, починаючи з бронзового віку. Тут також найбагатші зібрання предметів побуту голландських переселенців XVII-XVIII століть. У картинній галереї університету представлені як роботи південноафриканських художників, так і таких майстрів живопису та скульптури, як Рембрандт ван Рейн, Марк Шагал, Макс Пехштейн, Георг Грос, Кете Кольвіц, Отто Мюллера, Томаса Бентона та інших. Тут зберігається найбільша у ПАР колекція старовинної китайської кераміки.

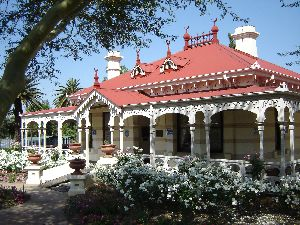
Найстаріший із корпусів Університету

В університеті викладання ведеться на дев'яти факультетах:
- промислового виробництва
- виховних дисциплін
- гуманітарних наук
- інженерних наук
- медичному
- природничих наук
- юридичному
- теологічному
- ветеринарної медицини